# Korrektheit (Informatik)
Unter Korrektheit versteht man in der Informatik die Eigenschaft eines Computerprogramms, einer Spezifikation zu genügen (siehe auch Verifikation). Spezialgebiete der Informatik, die sich mit dieser Eigenschaft befassen, sind die Formale Semantik und die Berechenbarkeitstheorie. 
Nicht abgedeckt vom Begriff Korrektheit ist, ob die Spezifikation die vom Programm zu lösende Aufgabe korrekt beschreibt (siehe dazu  Validierung). 
Ein Programmcode wird bezüglich einer Vorbedingung P und einer Nachbedingung Q partiell korrekt genannt, wenn bei einer Eingabe, die die Vorbedingung P erfüllt, jedes Ergebnis die Nachbedingung Q erfüllt. Dabei ist es noch möglich, dass das Programm nicht für jede Eingabe ein Ergebnis liefert, also nicht für jede Eingabe terminiert.
Ein Code wird total korrekt genannt, wenn er partiell korrekt ist und zusätzlich für jede Eingabe, die die Vorbedingung P erfüllt, terminiert. Aus der Definition folgt sofort, dass total korrekte Programme auch immer partiell korrekt sind.
Der Nachweis partieller Korrektheit (Verifikation) kann z. B. mit dem wp-Kalkül erfolgen. Um zu zeigen, dass ein Programm total korrekt ist, muss hier der Beweis der Terminierung in einem gesonderten Schritt behandelt werden. Mit dem Hoare-Kalkül kann die totale Korrektheit in vielen Fällen nachgewiesen werden.
Der Nachweis der Korrektheit eines Programms kann jedoch nicht in allen Fällen geführt werden: Das folgt aus der Nicht-Entscheidbarkeit des Halteproblems bzw. aus dem Gödelschen Unvollständigkeitssatz. Auch wenn die Korrektheit für Programme, die bestimmten Einschränkungen unterliegen, bewiesen werden kann, so zählt die Korrektheit von Programmen allgemein zu den nicht-berechenbaren Problemen.
Die Durchführung einer Überprüfung auf Korrektheit bezeichnet man als Beweis. Dabei ist ein Beweis der totalen Korrektheit ein Spezialfall eines mathematischen Beweises, erlaubt also im Gegensatz zum umgangssprachlichen Beweisbegriff eine absolute Aussage.